# دانیل لوپز راموس
دانیل لوپز راموس (انگلیسی: Daniel López Ramos؛ زادهٔ ۲۴ نوامبر ۱۹۷۶) بازیکن فوتبال اهل اسپانیا است.
از باشگاه‌هایی که در آن بازی کرده‌است می‌توان به باشگاه فوتبال رئال اویدو، باشگاه فوتبال آلباسته بالومپیه، باشگاه فوتبال کوردوبا، باشگاه فوتبال لاس پالماس، و باشگاه فوتبال خرز اشاره کرد.